# Liste der Biografien/Elp
Liste der Biografien |
Portal Biografien |
Personensuche
# |
A |
B |
C |
D |
E |
F |
G |
H |
I |
J |
K |
L |
M |
N |
O |
P |
Q |
R |
S |
T |
U |
V |
W |
X |
Y |
Z |
?
 
Ea |
Eb |
Ec |
Ed |
Ee |
Ef |
Eg |
Eh |
Ei |
Ej |
Ek |
El |
Em |
En |
Eo |
Ep |
Eq |
Er |
Es |
Et |
Eu |
Ev |
Ew |
Ex |
Ey |
Ez
 
Ela |
Elb |
Elc |
Eld |
Ele |
Elf |
Elg |
Elh |
Eli |
Elj |
Elk |
Ell |
Elm |
Eln |
Elo |
Elp |
Elr |
Els |
Elt |
Elu |
Elv |
Elw |
Ely |
Elz
Die Liste der Biografien führt alle Personen auf, die in der deutschsprachigen Wikipedia einen Artikel haben. Dieses ist eine Teilliste mit 27 Einträgen von Personen, deren Namen mit den Buchstaben „Elp“ beginnt.

## Elp

### Elpe
- Elpel, Franz (1855–1934), deutscher Gartendirektor
- Elpeleg, Zvi (1926–2015), israelischer Arabist und Politiker
- Elpen, Johann von, Ratsherr der Hansestadt Lübeck
- Elperin, Juri (1917–2015), russisch-deutscher Übersetzer
- Elpert, Jan-Bernd (* 1963), deutscher Philosoph

### Elph
- Elphick, Gladys (1904–1988), australische Aktivistin
- Elphick, Jonathan (* 1945), walisischer Naturhistoriker, Ornithologe, Naturschützer, Berater sowie Autor von ornithologischer Sachliteratur
- Elphick, Michael (1946–2002), britischer Schauspieler
- Elphicke, Natalie (* 1970), britische Politikerin
- Elphinstone, David (1847–1916), australischer Architekt und Baumeister
- Elphinstone, George, 1. Viscount Keith (1746–1823), britischer Admiral
- Elphinstone, John (1722–1785), britischer Marineoffizier
- Elphinstone, John, 13. Lord Elphinstone (1807–1860), britischer Peer und Kolonialbeamter in Indien
- Elphinstone, John, 4. Lord Balmerinoch (1652–1736), schottisch-britischer Peer und Politiker
- Elphinstone, Keith (1865–1941), schottischer Elektro- und Maschinenbauingenieur
- Elphinstone, Margaret (* 1948), schottische Schriftstellerin und Hochschullehrerin
- Elphinstone, Mountstuart (1779–1859), schottischer Chronist
- Elphinstone, Wilhelm (1431–1514), schottischer Staatsmann und Bischof von Aberdeen
- Elphinstone, William George Keith (1782–1842), britischer ArmeeoffizierWilliam George Keith Elphinstone (1782–1842)

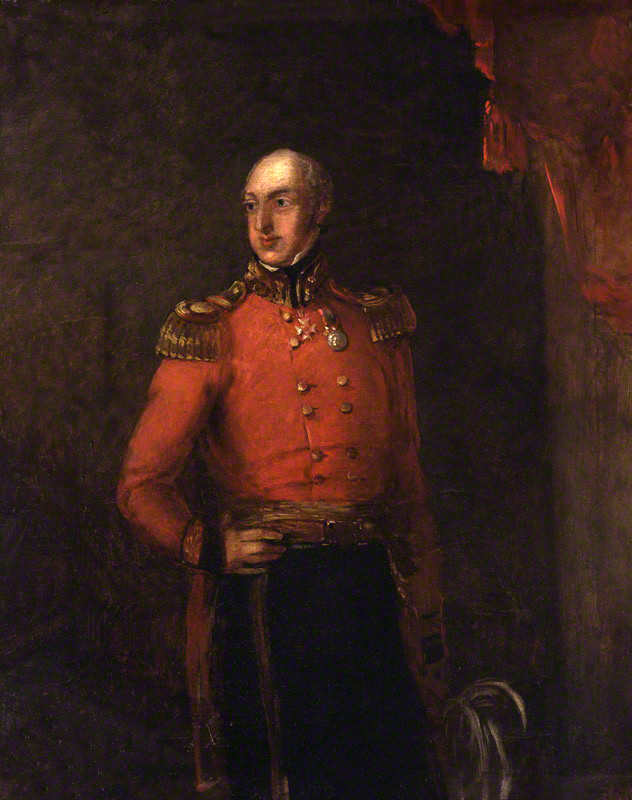
William George Keith Elphinstone (1782–1842)

### Elpi
- Elpida (* 1949), griechische Sängerin
- Elpidios, byzantinischer Rebell auf Sizilien und Gegenkaiser
- Elpidios, griechischer Architekt
- Elpidios, griechischer Baumeister
- Elpidios Brachamios, byzantinischer Patrikios und Rebell gegen Kaiser Michael IV.
- Elpinike, athenische Adlige, Halbschwester und Ehefrau des Kimon
- Elpinikos-Maler, griechischer Vasenmaler des rotfigurigen Stils

### Elpo
- Elpons, Theodor von (1847–1910), preußischer Generalleutnant